# Andreza Delgado
Andreza Delgado   (Ilhéus, 3 d'agost de 1995) és una activista cultural i escriptora brasilera.

## Biografia
Delgado és nascuda a Ilhéus, al litoral de Bahia. Sent infant, va traslladar-se amb la família a São Paulo, on anys després estudiaria a la Universitat Federal de São Paulo. Allà va participar dels moviments estudiantils i l'any 2015, durant una protesta, va ser detinguda. L'endemà va denunciar abusos sexuals per part de la policia. Més tard va formar part del Movimento Passe Livre, una iniciativa popular que reclama la gratuïtat del transport públic municipal.
El seu treball cerca la dinamització de la vida cultural dintre de les faveles, no només visibilitzant els creadors que hi viuen, sinó també el conjunt d'habitants d'aquests suburbis, reconeixent el seu rol com a consumidors —oblidats pel mercat i les institucions. En aquest sentit, ha sigut la creadora de diversos esdeveniments culturals en barris marginals paulistes. És el cas de la PerifaCon, una fira de còmics i cultura pop que va néixer el 2019, on Delgado ha exercit també com a comissària. El mateix any va inaugurar la Gamer Perifa, una convenció pels amants dels videojocs. El 2020 va organitzar la Copa das Favelas, un certamen d'E-sports.
Entre 2021 i 2022 va dirigir i presentar el podcast setmanal Lança a Braba. És columnista en el portal web UOL i ha participat en la publicació d'un llibre de contes.

## Premis
Pel seu activisme, l'any 2023 va ser inclosa en l'edició anual de la llista 100 Women editada per la BBC. Mesos abans, Irmãos Delgado (l'empresa que comparteix amb el seu germà Jef) va aparèixer en la llista MOOC 100, una relació de creatius afrobrasilers.